# Niniwa
Niniwa (akad. Ninūa) – starożytne miasto w północnej Mezopotamii, leżące nad wschodnim, lewym brzegiem Tygrysu; jedna ze stolic Asyrii. Obecnie stanowisko archeologiczne Ninawa w Iraku, na północny wschód od śródmieścia Mosulu.

## Historia miasta

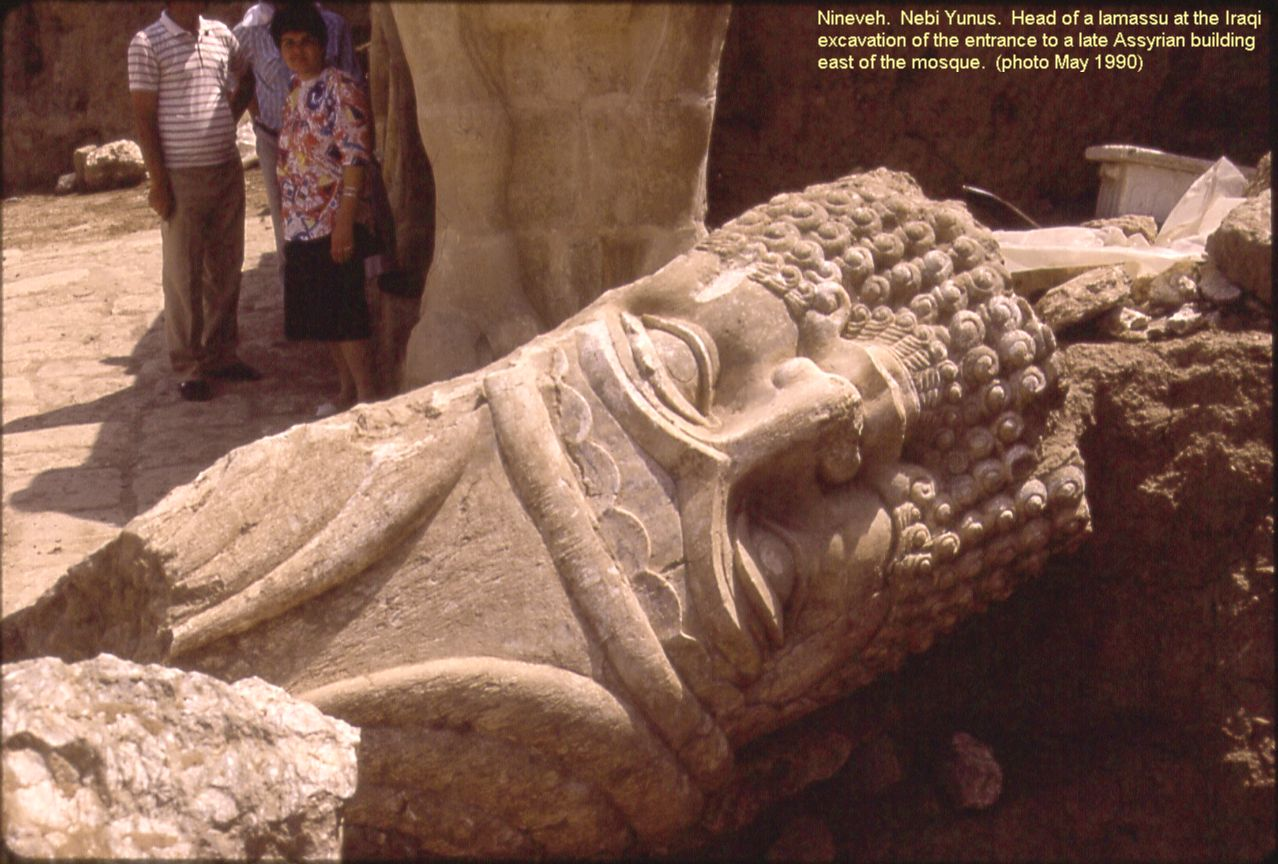
Niniwa – głowa kamiennego lamassu odkrytego w trakcie irackich wykopalisk na wzgórzu Nebi Yunus (zdjęcie wykonano w maju 1990 roku)

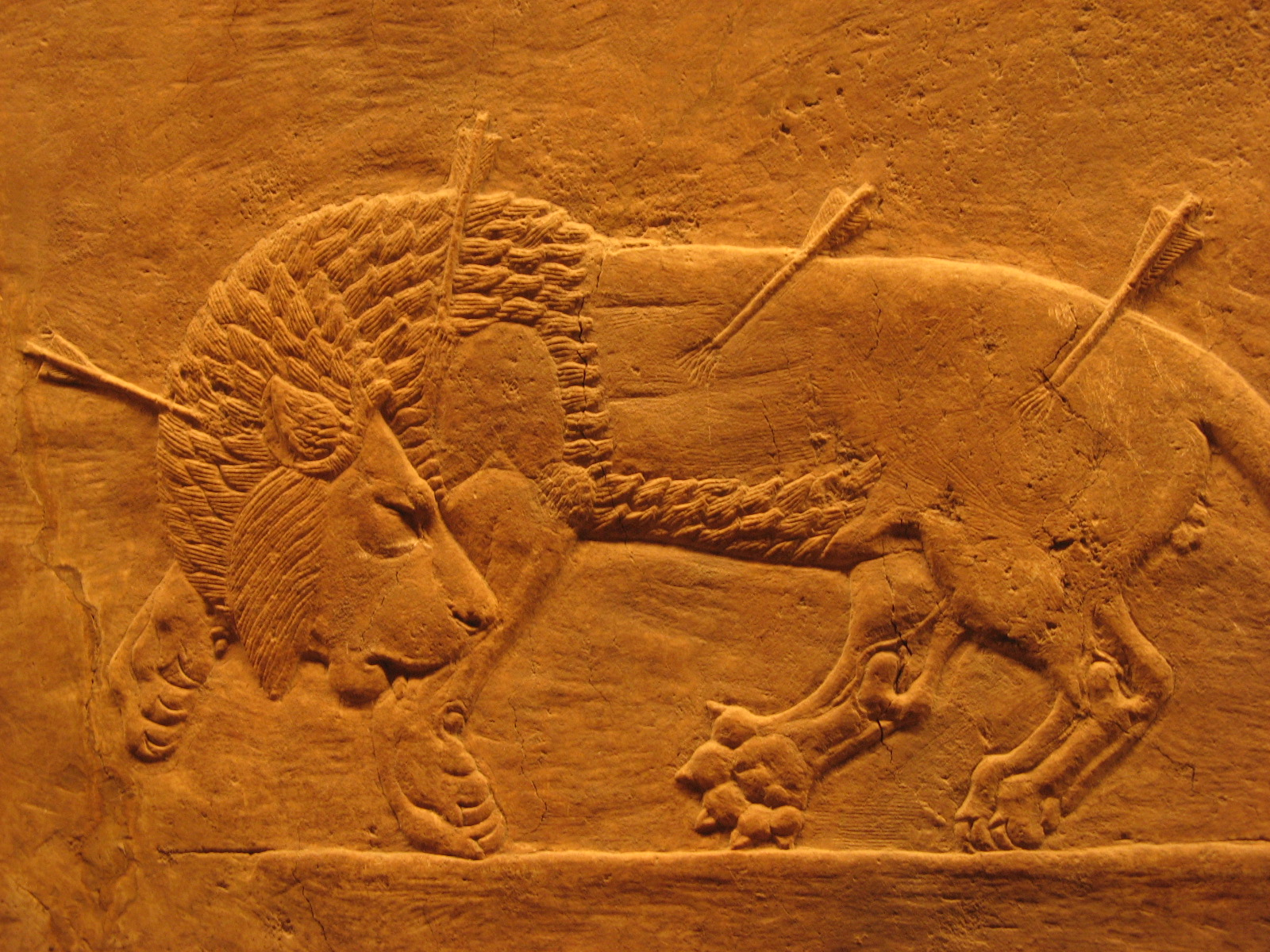
Płaskorzeźba lwa z Niniwy

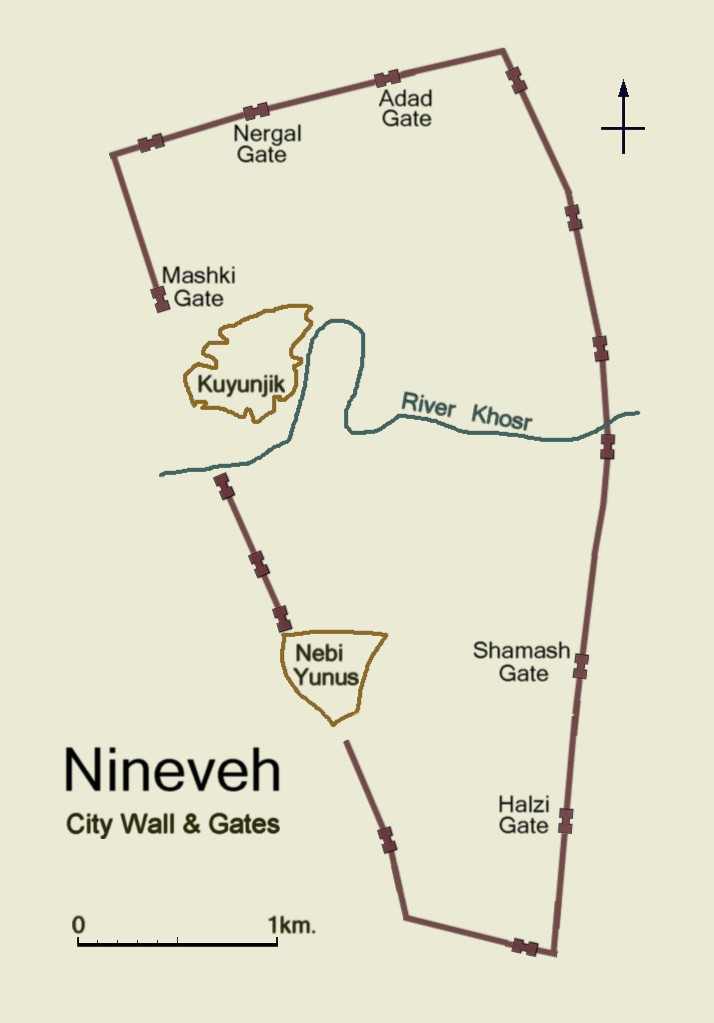
Plan murów miejskich Niniwy

Plan wzgórza Kujundżyk z rozmieszczeniem odkrytych tam budowli

Najstarsze ślady osadnictwa na terenie Niniwy datuje się na VI tysiąclecie p.n.e., a w III tysiącleciu p.n.e. istniało już w tym miejscu dość znaczne jak na tamte czasy miasto, znane jako miejsce kultu bogini Inany. U schyłku II tysiąclecia p.n.e. tacy królowie asyryjscy jak Assur-resza-iszi I i jego syn Tiglat-Pileser I, wybudowali tutaj swoje pałace.
Do dużego znaczenia doszła Niniwa w okresie nowoasyryjskim, kiedy to została obrana na stolicę Asyrii przez Sennacheryba, który władał tym państwem w latach 704–681 p.n.e. Z rozmachem rozbudował on miasto, którego powierzchnia sięgnęła niemal 8 km², a długość murów miejskich w obwodzie wynosiła ok. 12 km. Za pierwszym murem z kamienia o wysokości 4,5 m z regularnie rozmieszczonymi wieżami (również kamiennymi) stał mur z suszonej cegły, który miał szerokość ok. 15 m i wysokość 25 m. Na zewnątrz murów znajdowała się fosa o szerokości ok. 55 m. Wprowadzono stałe nawodnienie fosy i zasilenie strumienia Chosr przecinającego miasto, poprzez rozbudowę systemu kanałów i akweduktów znajdujących się na północny wschód od miasta. Niektóre ze zbudowanych wtedy akweduktów są używane do dziś.
Miasto miało kształt klina skierowanego cieńszym końcem w kierunku południowo-wschodnim. Prowadziło do niego 15 bram (wymienione niżej od północno-wschodniego narożnika zgodnie z ruchem wskazówek zegara):
- brama Chalachu,
- brama Szibaniba,
- brama Muszlalu,
- brama Kar-mulissi,
- brama Szamasza,
- brama Chalzi,
- brama Aszura,
- brama Chanduri,
- brama Arsenału,
- brama Pustyni,
- brama Nadbrzeża,
- brama Maszki,
- brama Sina,
- brama Nergala,
- brama Adada.

Nad miastem górowały dwie cytadele. W pierwszej, której pozostałości znane są jako tell Kujundżyk, znajdowały się świątynie i królewskie pałace. W drugiej – tell Nebi Junus – był arsenał Sanheriba.
Wykopaliska archeologiczne prowadzone na tell Kujundżyk odsłoniły liczne reliefy na ścianach przedstawiające dokonania Sanheriba i Aszurbanipala, gdyż to właśnie rozległe pałace tych dwóch władców znajdowały się na tym wzgórzu. Liczne reliefy stamtąd, z których niektóre zyskały światową sławę (np. sceny polowania króla Aszurbanipala na lwy), znajdują się w British Museum. Za czasów Sennacheryba i Aszurbanipala Niniwa przeżyła największy rozkwit.
W roku 612 p.n.e. miasto zostało zdobyte i zniszczone przez Medów, Persów i Babilończyków. Na podstawie wykopalisk ustalono, że walki toczyły się niemal na całej długości murów, ale najbardziej zacięte u północno-zachodniej części miasta, gdzie też siły medyjsko-persko-babilońskie przełamały mury na odcinku między bramami Nergala i Adada, wdzierając się do środka. Chociaż Niniwa nigdy się nie podniosła z poczynionych wtedy zniszczeń i nie osiągnęła już takiej świetności jak dawniej, to jednak miasto dalej funkcjonowało. Władca państwa nowobabilońskiego Nabopolasar w jego murach przyjmował poselstwa podbitych krain. Król perski Cyrus II przywrócił świątyniom posągi bóstw, a w okresie hellenistycznym i partyjskim wznoszono tam jeszcze świątynie. Zapewne widoczne liczne reliefy w czasach perskich i późniejszych inspirowały artystów pracujących dla nowych władców, a ślady takich wpływów można znaleźć w dekoracjach miast imperium perskiego i to nawet w okresie sasanidzkim.
W Niniwie niektórzy badacze próbowali zlokalizować słynne wiszące ogrody Semiramidy, jeden z siedmiu cudów świata. Jakkolwiek trudno udowodnić istnienie tego konkretnego obiektu, to jednak kompleksy ogrodowe, bardzo okazałe, z pewnością w Niniwie były. Świadczą o tym m.in. teksty z czasów Senneheryba dotyczące budowy pałacu, jak również reliefy z czasów Aszurbanipala przedstawiające zespoły parkowo-ogrodowe, obficie nawadniane, z różnymi gatunkami roślin.

## Prowincja Niniwa
Niniwa (Ninūa) już w okresie średnioasyryjskim wchodziła w skład państwa asyryjskiego i była siedzibą gubernatora prowincji noszącej tę samą nazwę. Począwszy od czasów panowania Salmanasara III (858-824 p.n.e.) gubernatorzy Niniwy zaczynają być wymieniani w asyryjskich listach i kronikach eponimów jako urzędnicy limmu. Prowincja wzmiankowana jest w jednym z edyktów Adad-nirari III (810-783 p.n.e.), w listach do Sargona II (722-705 p.n.e.) i Asarhaddona (680-669 p.n.e.) oraz w tekstach administracyjnych z czasów Sargona II i Aszurbanipala (669-627? p.n.e.). W 717 r. p.n.e. ze wschodniej części prowincji Niniwa utworzono nową prowincję Dur-Szarrukin.
Asyryjscy gubernatorzy Niniwy znani z asyryjskich list i kronik eponimów:
- Nergal-mudammiq – pełnił urząd eponima w 834 r. p.n.e.[4];
- Ninurta-mukin-ahi – pełnił urząd eponima w 789 r. p.n.e.[4];
- Nabu-mukin-ahi – pełnił urząd eponima w 761 r. p.n.e.[4];
- Mahde – pełnił urząd eponima w 725 r. p.n.e.[4];
- Nabu-deni-epusz – pełnił urząd eponima w 704 r. p.n.e.[4]

Znany jest też gubernator Niniwy o imieniu Sin-szarru-usur, który pełnił urząd eponima po 648 r. p.n.e. (dokładna data nieznana).

## Wykopaliska
W czasach nowożytnych Niniwę odsłoniły wykopaliska archeologiczne. W 1820 r. starożytne miasto oglądał C.J.Rich, nie prowadząc co prawda wykopalisk, tylko dokonując „powierzchniowych oględzin”.
Niniwa stała się szerzej znana dzięki archeologicznym pracom wykopaliskowym prowadzonym w latach 1847–1851 przez Austena H. Layarda. Odkryto bogate znaleziska architektoniczne: 12 km murów obronnych, pałace królewskie (Sanheriba i Aszurbanipala), liczne przykłady sztuki asyryjskiej oraz bibliotekę Aszurbanipala – bogaty zbiór tekstów zapisanych pismem klinowym na glinianych tabliczkach, które pozwoliły lepiej poznać historię całej Mezopotamii. Zainspirowany tabliczkami G. Smith prowadził wykopaliska w latach 1873–1874, koncentrując się na odnalezieniu dalszych części odczytanych przez siebie tekstów, m.in. eposu o Gilgameszu. W toku prac znaleziono dalsze brakujące fragmenty eposu.
W latach 1927–1932 na terenie Niniwy prowadził wykopaliska R.C. Thompson, który odkopał pozostałości świątyń Nabu i Isztar. W 1954 r. odkopano bramę prowadzącą do arsenału Sanheryba. Z kolei w latach 1965-1984 Irakijczycy prowadzili na szeroką skalę prace wykopaliskowe i rekonstrukcyjne, odtwarzając m.in. część północno-zachodniego muru i znajdujących się tam bram (wtedy zauważono ślady intensywnych walk z 612 r. p.n.e.). Obecnie prace wykopaliskowe i rekonstrukcyjne trwają nadal, znacznie jednakże utrudnione przez sytuację polityczną w regionie.

## Niniwa w tekstach biblijnych
Według Księgi Rodzaju (10, 8–12) miasto założył Nimrod:

Kusz zaś zrodził Nimroda, który był pierwszym mocarzem na ziemi. Był on też najsławniejszym na ziemi myśliwym. Stąd powstało przysłowie: «Dzielny jak Nimrod, najsławniejszy na ziemi myśliwy». On to pierwszy panował w Babelu, w Erek, w Akkad i w Kalne, w kraju Szinear. Wyszedłszy z tego kraju do Aszszuru, zbudował Niniwę, Rechobot-Ir, Kalach i Resan, wielkie miasto pomiędzy Niniwą a Kalach.

Ewangelia wg św. Mateusza (12, 39-42)
Lecz On im odpowiedział: «Plemię przewrotne i wiarołomne żąda znaku, ale żaden znak nie będzie mu dany, prócz znaku proroka Jonasza. Albowiem jak Jonasz był trzy dni i trzy noce we wnętrznościach wielkiej ryby, tak Syn Człowieczy będzie trzy dni i trzy noce w łonie ziemi. Ludzie z Niniwy powstaną na sądzie przeciw temu plemieniu i potępią je; ponieważ oni wskutek nawoływania Jonasza się nawrócili, a oto tu jest coś więcej niż Jonasz. 
Według Biblii Niniwa została uratowana przez Jonasza przed gniewem Jahwe. Jednak po jakimś czasie Asyryjczycy wrócili do starych praktyk, dlatego dwóch izraelskich proroków (Nahum i Sofoniasz) z polecenia Jahwe zapowiedziało upadek Niniwy, co urzeczywistniło się w 612 r. p.n.e., kiedy połączone siły Nabopolassara, króla Babilonii, oraz Meda Kyaksaresa otoczyły i zdobyły Niniwę. Miasto najwyraźniej zostało spalone, gdyż na wielu płaskorzeźbach widać uszkodzenia od ognia lub ślady dymu. Pewna kronika babilońska tak opisuje to wydarzenie: 

Uprowadzili oni ciężką zdobycz (z) miasta i pałacu, miasto (zaś) obrócili w ruinę.

Według relacji pism wtórnokanonicznych do Niniwy miał zostać uprowadzony przez Salmanasara V stary Tobiasz. Tam również miał mieszkać aż do śmierci rodziców młody Tobiasz, który następnie na przedśmiertne polecenie ojca, spodziewającego się upadku miasta, przeniósł się do Medii.

## Niniwa w kulturze popularnej
Angielski poeta George Gordon Byron napisał tragedię Sardanapal, osadzoną w scenerii Niniwy.
Inny angielski poeta, Edwin Atherstone, napisał wielki epos Upadek Niniwy, opowiadający o zdobyciu miasta przez wojska Medów, Babilończyków i innych podbitych przez Asyrię ludów.

Przyjaciel Edwina Atherstone’a malarz John Martin, zilustrował jego epos kompozycją pod tym samym tytułem.

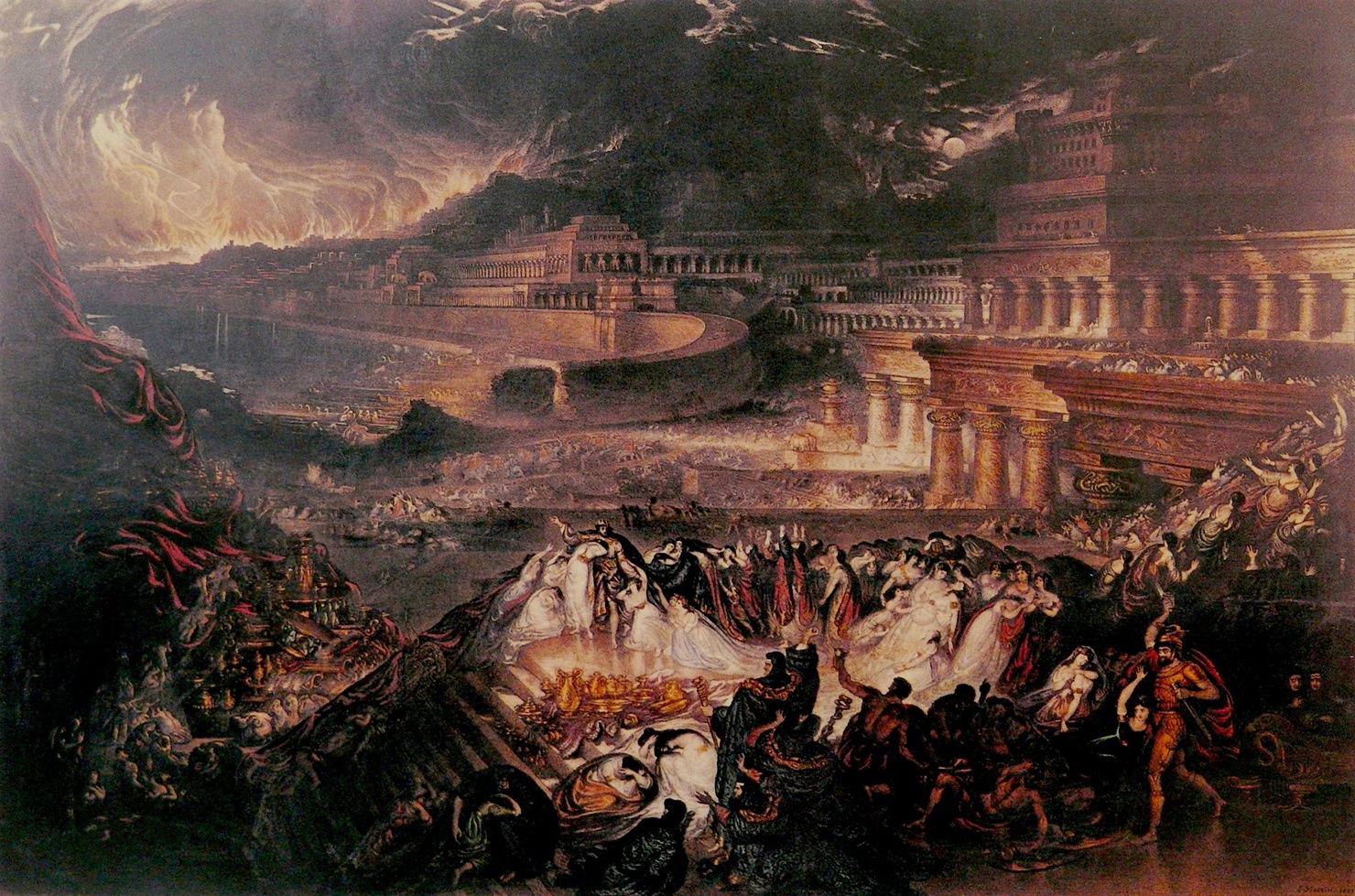
John Martin, Upadek Niniwy 1829

Poeta John Masefield wspomina Niniwę w pierwszym wersie swojego utworu Cargoes.

## Zniszczenie murów Niniwy przez Państwo Islamskie
Z Niniwy do czasów nowożytnych ocalały starożytne mury okalające miasto. Ich długość wynosiła ok. 12 km. 27 stycznia 2015 zostały zniszczone przez bojowników Państwa Islamskiego.